# Radomka
A Radomka egy folyó Közép-Lengyelországban, a Visztula bal oldali mellékfolyója. Hossza 107 km, vízgyűjtő területe 2109 km².
.

## Útja
Forrása 310 m magasan a Lasy Koneckie (Koneckie Erdők) területén, Przysucha közelében van. A Visztulába Ryczywółnál ömlik. 

## Víztározó
A folyón a Domaniowski víztározót alakították ki úgy, hogy Domaniównál gáttal felduzzasztották a vizét. A víztározó területe kb. 500 ha, a vízmennyiség 11,5 millió m³. Hosszúkás, 7 km hosszú alakja van. Partjának hossza 15 km.

## Fontosabb folyómenti települések
- Przysucha
- Wieniawa
- Mniszek
- Przytyk
- Jedlińsk
- Jastrzębia
- Brzóza
- Głowaczów
- Ryczywół

## Fontosabb mellékfolyói
- Mleczna
- Leniwa
- Jastrzębianka
- Szabasówka
- Tymianka

## Fordítás
Ez a szócikk részben vagy egészben  a   Radomka című lengyel Wikipédia-szócikk ezen változatának fordításán alapul.  Az eredeti cikk szerkesztőit annak laptörténete sorolja fel. Ez a jelzés csupán a megfogalmazás eredetét és a szerzői jogokat jelzi, nem szolgál a cikkben szereplő információk forrásmegjelöléseként.